# Alexander von Kluck
Alexander Heinrich Rudolph von Kluck (Münster, 20. svibnja 1846. – Berlin, 19. listopada 1934.) je bio njemački general i vojni zapovjednik. Tijekom Prvog svjetskog rata zapovijedao je 1. armijom na Zapadnom bojištu.

## Vojna karijera
Alexander von Kluck rođen je 20. svibnja 1846. u Münsteru. Sin je Rudolfa i Betty Kluck kao peti od šest sinova, uz dvije kćeri koji su isti imali. U prusku vojsku stupio je u listopadu 1865. služeći u 55. pješačkoj pukovniji. Iduće 1866. godine sudjeluje u Austrijsko-pruskom ratu boreći se kod Dermbacha i Kissingena. Sudjeluje i u Prusko-francuskom ratu tijekom kojeg je dva puta bio ranjavan. Za hrabrost iskazanu u navedenom ratu odlikovan je i Željeznim križem. U Francuskoj ostaje sve do 1873. kao dio okupacijskih snaga služeći u 73. streljačkoj pukovniji. U travnju 1872. promaknut je u čin poručnika. Od kolovoza 1873. ponovno se nalazi na službi u 55. pješačkoj pukovniji, dok od siječnja 1876. služi kao pobočnik u 28. pješačkoj brigadi. U veljači 1879. unaprijeđen je u čin satnika, te postaje zapovjednikom satnije u 53. pješačkoj pukovniji smještenoj u Aachenu. Od srpnja 1881. pohađa dočasničke škole u Jülichu i Annaburgu, dok je u studenom 1887. promaknut u čin bojnika. 
U travnju 1889. postaje zapovjednikom bojne u 66. pješačkoj pukovniji sa sjedištem u Magdeburgu gdje služi do siječnja 1896. kada postaje zapovjednikom 1. landverskog okruga. U međuvremenu je, u ožujku 1893., promaknut u čin potpukovnika, dok čin pukovnika dostiže u travnju 1896. godine. U lipnju 1898. imenovan je zapovjednikom 34. pješačke pukovnije sa sjedištem u Brombergu koju dužnost obnaša do svibnja 1899. kada je imenovan zapovjednikom 23. pješačke brigade. U rujnu 1899. unaprijeđen je u čin general bojnika, dok u veljači 1902. postaje zapovjednikom 37. pješačke brigade sa sjedištem stožera u Allensteinu. Istodobno s tim imenovanjem u travnju te iste godine je promaknut u čin general poručnika. U lipnju 1906. imenovan je zapovjednikom V. korpusa sa sjedištem u Magdeburgu na kojoj dužnosti se nalazi do rujna 1907. kada postaje zapovjednikom I. korpusa sa sjedištem stožera u Königsbergu. U međuvremenu je, u listopadu 1906., unaprijeđen u čin generala pješaštva, dok 1909. prima i plemićku titulu. Od listopada 1913. zapovijeda VIII. vojnim okrugom, dok je u siječnju 1914. unaprijeđen u čin general pukovnika. 

## Prvi svjetski rat
Na početku Prvog svjetskog rata Kluck je imenovan zapovjednikom 1. armije. Navedena armija bila je zajedno s 2. armijom dio jakog njemačkog desnog krila koje je prema Schlieffenovom planu trebalo preko Belgije prodrijeti u Francusku, te okružiti francuske trupe i zauzeti Pariz. Kluck je tako u početku brzo napredovao porazivši Britanske ekspedicijske snage u bitkama kod Monsa 23. kolovoza 1914. i LeCateaua 26. kolovoza 1914. godine. Kluck je potisnuo i francusku 5. armiju, te dopro 13 milja do Pariza. Francuzi su kako bi zaustavili njemačko napredovanje namjeravali napasti njemačke armije novoformiranom francuskom 6. armijom zajedno s britanskim snagama. Kluck je primijetio nazočnost savezničkih snaga, te je 1. armiju usmjerio istočno od Pariza čime je izložio svoje desno krilo savezničkim napadima. Zbog Kluckovog napredovanja nastala je praznina između njemačke 1. i 2. armije širine od 50 km što su saveznici primijetili. 
Iznenadni napad francuske 5. armije proširio je prostor koji je razdvajao njemačke armije, a napadu su se pridružile i Britanske ekspedicijske snage, te su njemačka 1. i 2. armija došle u težak položaj budući je prijetilo njihovo okruživanje i uništenje. Njemački Glavni stožer razmotrio je položaj, te odlučio da se njemačke armije povuku zbog čega je došlo do povlačenja njemačkih armija iza rijeke Aisne. 

## Poslije rata
Kluck je zapovijedao 1. armijom do 28. ožujka 1915. kada je teže ranjen od šrapnela kojeg je dobio u nogu dok je vršio inspekciju trupa na bojištu. U to vrijeme dok se oporavljao od zadobivenih rana odlikovan je ordenom Pour le Mérite. Umirovljen je u listopadu 1916. godine. Do kraja života bio je uvjeren da bi njegovo napredovanje prema Parizu dovelo do odlučne njemačke pobjede da mu je dopušteno da napreduje. 
Kluck je bio sposoban i agresivan zapovjednik, ali istodobno i arogantan i nepristupačan. Kao takav imao je nesreću da zapovijeda jednom od ključnih armija u njemačkom napredovanju u kolovozu 1914. godine, postupajući pritom po planu koji je imao svih mana koje je priznavao i sam njegov tvorac Schlieffen, ali koje mane nikada nisu otklonjene. Godine 1920. godine Kluck je objavio memoare Marš na Pariz i Bitka na Marni.

Alexander von Kluck preminuo je 19. listopada 1934. godine u 88. godini života u Berlinu.

## Vanjske poveznice
(eng.) Alexander von Kluck na stranici First World War.com

(eng.) Alexander von Kluck na stranici Historyofwar.com

(eng.) Alexander von Kluck na stranici Prussian Machine.com

(njem.) Alexander von Kluck na stranici Deutschland14-18.de  Arhivirana inačica izvorne stranice od 4. ožujka 2016. (Wayback Machine)
| Prethodnik: | Zapovjednik 1. armije Alexander von Kluck | Nasljednik:    |
| nitko       | Zapovjednik 1. armije Alexander von Kluck | Max von Fabeck |